# Hermonassa oleographa
Hermonassa oleographa är en fjärilsart som beskrevs av George Francis Hampson 1911. Hermonassa oleographa ingår i släktet Hermonassa och familjen nattflyn. Inga underarter finns listade i Catalogue of Life.